# ناوشکن کلاس گوپارد
ناوشکن کلاس گوپارد (به انگلیسی: Guépard-class destroyer) یک کلاس از کشتی است که طول آن ۱۳۰٫۲ متر (۴۲۷ فوت ۲ اینچ) می‌باشد.